# Лов, Маркус
Маркус Лоу (англ. Marcus Loew, в русском написании тж. употребляется Лов, 7 мая 1870 — 5 сентября 1927) — американский бизнес-магнат и пионер в сфере киноиндустрии, основатель сети «Театры Лоу» и киностудии «Metro-Goldwyn-Mayer» (MGM).

## Биография
Маркус Лоу родился в Нью-Йорке в бедной семье с австрийскими, германскими и еврейскими корнями. Семья эмигрировала в «Нью-Йорк за несколько лет до рождения сына. В силу обстоятельств Маркусу пришлось уже с малых лет зарабатывать на жизнь и, как следствие, он получил лишь минимальное школьное образование. Тем не менее, занимаясь чёрной работой, он накопил небольшую сумму денег, которую вложил в собственное дело — создание театров-аркад» (залов с игровыми автоматами). Вскоре Маркус Лоу совместно с Адольфом Цукором и другими бизнесменами приобрёл никелодеон (дешёвый кинотеатр, вход в который стоил 5 центов), и постепенно «Театры Лоу» превратились в крупнейшую сеть кинотеатров и варьете в Соединенных Штатах.
К 1905 году Маркус Лоу встал на ноги, однако этот успех потребовал, чтобы он обеспечил свои театры постоянным потоком продукции. В 1904 году Лоу основал компанию «People's Vaudeville Company», сеть театров, в которых демонстрировались как короткометражные фильмы, так и живые представления варьете. В 1910 году компания значительно расширилась и была переименована в «Loew's Consolidated Enterprises». В число партнёров Лоу входили Адольф Цукор, Джозеф Шенк и Николас Шенк.
К 1913 году под руководством Маркуса Лоу находилось большое количество театров Нью-Йорка, включая Американский мюзик холл, театр «Авеню Эй», театр «Авеню Би», Бродвейский театр (41 стрит), театр «Серкл» и театр «Колумбия» в Бруклине. В число других театров, которыми управлял Лоу, входят театр «Деланси-стрит», театр «Грили-сквер», театр «Геральд-сквер», театр «Либерти» в Бруклине, театр «Линкольн-сквер», Национальный театр (124 стрит), театр «Шуберт» и театр «Йорквилл». За пределами Нью-Йорка он управлял театром «Колумбия» в Вашингтоне (округ Колумбия), театром «Колумбия» в Бостоне и «Метрополитен-опера хаус» в Филадельфии.
Лоу столкнулся с затруднительной ситуацией: у его объединённых компаний отсутствовала центральная административная система управления. Лоу предпочёл остаться в Нью-Йорке и осуществлять контроль за растущей сетью «Театры Лоу». Кинопроизводство с 1931 года постепенно перемещалось в южную Калифорнию. К 1917 году Лоу руководил рядом предприятий: «Borough Theatre Co.», «Empress Amusement Corp.», «Fort George Amusement Co.», «Glendive Amusement Corp.», «Greeley Square Amusement Co.», «Loew's Consolidated Enterprise», «Loew's Theatrical Enterprises», «Mascot Amusement Co.», «Natonia Amusement Co.», «People's Vaudeville Co.». В 1919 году Лоу реорганизовал компанию под названием «Лоуз Инкорпорейтед».
В 1920 году Лоу приобрёл корпорацию «Metro Pictures». Через несколько лет он стал владельцем контрольного пакета акций корпорации «Goldwyn Picture», находящейся в сложном финансовом положении; на тот момент ей руководил театральный импресарио Ли Шуберт. В собственность корпорации «Goldwyn Picture» входил торговый знак «Лев Лео» и имущество студии в Калвер-Сити (штат Калифорния). Но без основателя Сэмюэля Голдвина студия лишилась сильного руководителя. Так как вице-президент Маркуса Лоу Николас Шенк должен был оставаться в Нью-Йорке, чтобы помогать в управлении крупной сетью кинотеатров на Восточном побережье, Маркусу пришлось искать квалифицированного руководителя, который смог бы возглавить новую компанию в Лос-Анджелесе.
Лоу вспомнил, что однажды встречался с кинопродюсером по имени Луис Барт Майер, который работал в успешной, хотя и скромной студии в восточном Лос-Анджелесе. Майер несколько лет занимался производством малобюджетных мелодрам, основной аудиторией которых были женщины. Так как почти все оборудование Майер брал в аренду, а звёзд снимал в своих фильмах только раз, Маркуса Лоу не интересовал его скромный бизнес; он хотел заполучить самого Майера и его главного продюсера, бывшего руководителя компании «Universal Pictures» Ирвинга Тальберга. Николасу Шенку было поручено оформить договор, в результате чего в апреле 1924 года на свет появилась компания «Metro-Goldwyn Pictures»: главой студии стал Луис Майер, а главным продюсером – Ирвинг Тальберг.
Компания Майера стала частью «Metro Goldwyn» с двумя важными оговорками: контракты «Mayer Pictures» с ведущими режиссёрами, такими как Фред Нибло, Джон М. Стал и подающей тогда надежды актрисой Нормой Ширер, которая позднее стала женой Тальберга. По прошествии некоторого времени Майер будет вознаграждён – его имя стало частью названия компании. «Лоуз Инкорпорейтед» на протяжении десятилетий финансировала компанию «MGM» и оставалась владельцем контрольного пакета акций.
Хотя Маркусу Лоу сопутствовал успех, бизнесмен скончался, прежде чем увидел, насколько могущественной стала компания «MGM». Он умер через три года в 1927 от сердечного приступа, в возрасте 57 лет, в городе Глен-Коув (штат Нью-Йорк) и был похоронен на кладбище «Маймонидес» в Бруклине.
За значительный вклад в развитие киноиндустрии Маркус Лоу награждён звездой на Голливудской «Аллее славы», она находится на Вайн-стрит, 1617. В наши дни имя Маркуса Лоу прочно ассоциируется с кинотеатрами.

## Личная жизнь
Его сын Артур Лоу женился на Милдред Цукор, дочери Адольфа Цукора.